# Rhombophryne alluaudi
Rhombophryne alluaudi är en groddjursart som först beskrevs av François Mocquard 1901.  Rhombophryne alluaudi ingår i släktet Rhombophryne och familjen Microhylidae. IUCN kategoriserar arten globalt som livskraftig. Inga underarter finns listade i Catalogue of Life.